# Settimana internazionale della critica (Venezia)
La Settimana internazionale della critica (Sic) è una sezione parallela della Mostra internazionale d'arte cinematografica di Venezia, che si svolge dal 1984, organizzata dal Sindacato nazionale critici cinematografici italiani (SNCCI) in collaborazione con la Biennale di Venezia.
La Settimana internazionale della critica promuove ed è punto di riferimento per autori e cinematografie emergenti. Con questo obiettivo hanno trovato spazio e visibilità gli allora esordienti Kevin Reynolds (Fandango con un giovanissimo Kevin Costner fra i protagonisti), Mike Leigh con il suo primo lungometraggio High Hopes (it. Belle Speranze), Olivier Assayas (Desordre) e giovanissimi autori stranieri fuori dagli schemi quali Harmony Korine con il suo primo lavoro, diventato poi un cult, Gummo, il portoghese Pedro Costa con O sangue e l'argentino Pablo Trapero con Mundo Grua.
Fra gli italiani Carlo Mazzacurati scoperto con il suo Notte italiana, Vincenzo Marra (Tornando a casa), Roberta Torre (Tano da morire) Sergio Rubini e il suo primo lavoro La stazione, il napoletano Antonio Capuano con il suo Vito e gli altri e il fortunato Pranzo di Ferragosto di Gianni di Gregorio.

## Vincitori

### Gran premio
- 1984: Meachorei hasoragim ("Oltre le sbarre", Israele) di Uri Barbash
- 1985: Yesterday (id., Polonia) di Rodoslaw Piworaski
- 1986: Abel (id, Olanda) di Alex Van Warmedam
- 1987: Drachenfutter ("Cibo per draghi", RFT/Svizzera) di Ian Schutte
- 1988: Let's get lost ("Perdiamoci", Usa) di Bruce Weber
- 1989: Un monde sans pitié ("Un mondo senza pietà", Francia) di Éric Rochant
- 1990: La stazione (Italia) di Sergio Rubini
- 1991: Vito e gli altri (Italia) di Antonio Capuano
- 1992: Klamek ji bo beko ("Un canto per beko", Turchia) di Nazimettin Ariç
- 1993: Le fils du requin (Francia) di Agnès Merlet
- 1997: Tano da morire (Italia) di Roberta Torre; Gummo (Usa) di Harmony Korine ottiene la menzione speciale Fipresci
- 1998:Orphans (id., Gran Bretagna) di Peter Mullan
- 1999: Mundo grúa ("Mondo grua", Argentina) di Pablo Trapero
- 2001: Tornando a casa (Italia) di Vincenzo Marra
- 2002: Mon Huan Bu Luo ("Nel paese dei sogni", Taiwan) di Cheng Wen-Tang
- 2003: Ballo a tre passi (Italia) di Salvatore Mereu
- 2004: Ve lakachta isha ("To take a wife", Israele) di Ronit e Shlomi Elkabetz
- 2005: Mater natura (Italia) di Massimo Andrei
- 2006: A guide to recognizing Your Saints ("Guida per riconoscere i tuoi santi", Usa) di Dito Montiel
- 2007: Zui yaoyuan de juli ("The most distant course", Taiwan) di Ling Jingjie; Toni Servillo per La ragazza del lago (Italia) di Andrea Molaioli vince il Premio Pasinetti come miglior attore
- 2008: L'apprenti (Francia) di Samuel Collardey
- 2009: Tehroun (Francia) di Nader Takmil Homayoun
- 2010: Svinalängorna ("Beyond", Svezia) di Pernilla August
- 2011: Là-bas (Italia) di Guido Lombardi
- 2012: Äta sova dö ("Mangia, prega, muori", Svezia) di Gabriela Pichler
- 2013: Zoran - Il mio nipote scemo (Italia) di Matteo Oleotto
- 2019: Jeedar el sot (Libano, Francia, Qatar), di Ahmad Ghossein
- 2020: Hayaletler (Turchia, Francia, Qatar), di Azra Deniz Okyay
- 2021: Zalava (Iran), di Arsalan Amiri
- 2022: Eismayer (Austria), di David Wagner
- 2023: Malqueridas (Cile, Germania), di Tana Gilbert
- 2024: Don't Cry, Butterfly (Vietnam, Singapore), di Duong Dieu Linh